# McCartys Village, Novi Meksiko
McCartys Village selo Acoma Indijanaca na rezervatu Acoma i popisom određeno mjesto u okrugu Ciboli u američkoj saveznoj državi Novom Meksiku. Prema popisu stanovništva SAD 2010. ovdje je živjelo 48 stanovnika. 

## Zemljopis
Nalazi se na 35°3′49″N 107°41′01″W / 35.06361°N 107.68361°W , Prema Uredu SAD-a za popis stanovništva, zauzima 0,52 km2 površine, sve suhozemne.
Smješten je u dolini rijeke Rio San Josea, istočnoj pritoci Rio Puerca. Indijanska servisna staza br. 30 prolazi kroz središte naselja. Međudržavna cesta br. 40 tvori sjeverozapadni rub ovog naselja, s najbližim pristupom s izlaza br. 96, 2,4 km prema jugoistoku. Stara Državna cesta br. 66 ide usporedno s I-40 duž ruba McCartys Villagea. Grants, sjedište okruga Cibole, nalazi se 19 km sjeverozapadno.

## Stanovništvo
Prema podatcima popisa 2010. ovdje je bilo 48 stanovnika, 14 kućanstava od čega 9 obiteljskih, a stanovništvo po rasi bili su 97,9% "američki Indijanci i aljaskanski domorodci" (pripadnici plemena Acoma) i 2,1% bijelci.  Hispanoamerikanaca i Latinoamerikanaca svih rasa bilo je 2,1%.

## Prosvjeta
Svim javnim školama upravlja ustanova Škole okruga Grants/Cibola. 